# 安热莉卡·西多罗娃
安热莉卡·亚历山德罗芙娜·西多罗娃（俄语：Анжелика Александровна Сидорова，1991年1月12日—）生于莫斯科，是一名俄罗斯女子田径运动员，主攻撑竿跳高。她在6岁时开始练习体操，后来，她在一次训练后来到一个场馆，看到一些人在练习撑竿跳，认为这项运动比体操更加容易且有趣，便在11岁时开始练习撑竿跳高。自从西多罗娃开始从事撑竿跳高以来，她便长期接受Svetlana Abramova的指导，后来随着西多罗娃的成长，两人之间逐渐由师徒关系变为对等关系，教练也变成了顾问般的存在。